# The Way Back (2020)
The Way Back is een Amerikaanse sport- en dramafilm uit 2020 onder regie van Gavin O'Connor. De hoofdrollen worden vertolkt door Ben Affleck, Al Madrigal, Michaela Watkins, Janina Gavankar en Glynn Turman.

## Verhaal
De aan lager wal geraakte Jack Cunningham, die ooit voorbestemd leek om een succesvolle basketbalspeler te worden, worstelt met een alcoholverslaving. Op een dag krijgt hij van de school waar hij ooit als basketballer uitblonk de vraag om hoofdcoach te worden van het schoolteam. Het is een kans om zijn leven opnieuw op de rails te krijgen en de confrontatie met oude demonen aan te gaan.

## Rolverdeling
| Acteur           | Personage        |
| ---------------- | ---------------- |
| Ben Affleck      | Jack Cunningham  |
| Janina Gavankar  | Angela           |
| Al Madrigal      | Dan              |
| Michaela Watkins | Beth             |
| Glynn Turman     | Doc              |
| Melvin Gregg     | Marcus Parrish   |
| Brandon Wilson   | Brandon Durrett  |
| Hayes MacArthur  | Eric             |
| Rachael Carpani  | Diane            |
| Marlene Forte    | Gale             |
| Lukas Gage       | Eddie            |
| Charles Lott jr. | Chubbs Hendricks |

## Productie
In juni 2018 raakte bekend dat regisseur Gavin O'Connor en acteur Ben Affleck, die eerder al hadden samengewerkt aan de actiefilm The Accountant (2016), het script The Has-Been van scenarioschrijver Brad Ingelsby zouden verfilmen. Het project kreeg de werktitel Torrance alvorens officieel veranderd te worden in The Way Back. In het najaar van 2018 werd de cast uitgebreid met onder meer Al Madrigal, Janina Gavankar, Brandon Wilson en Rachael Carpani. De opnames gingen in oktober 2018 van start in Los Angeles en eindigden in december 2018. Er werd hoofdzakelijk gefilmd in San Pedro, een arbeidersbuurt in Los Angeles.
Affleck vertolkt in de film een man met een alcoholverslaving. De acteur zelf is erg vertrouwd met de problematiek van alcoholisme aangezien niet alleen hij, maar ook zijn vader met een alcoholverslaving kampt. In het najaar van 2018, net voor het begin van de opnames van The Way Back, liet de acteur zich voor de derde keer opnemen in een verslavingskliniek.

## Release
De Amerikaanse bioscooprelease werd oorspronkelijk aangekondigd voor 18 oktober 2019, maar werd later veranderd in 6 maart 2020. De film ging op 1 maart 2020 in Los Angeles in première.

## Prijzen en nominaties
| Jaar | Prijs                  | Categorie    | Genomineerde(n) | Uitslag     |
| ---- | ---------------------- | ------------ | --------------- | ----------- |
| 2021 | Critics' Choice Awards | Beste acteur | Ben Affleck     | Genomineerd |